# Conigephyra unipunctata
Conigephyra unipunctata är en fjärilsart som beskrevs av Heinrich Benno Möschler 1887. Conigephyra unipunctata ingår i släktet Conigephyra och familjen tofsspinnare. Inga underarter finns listade i Catalogue of Life.